# بندیکتو د موراس منزس
بندیکتو د موراس منزس (انگلیسی: Benedicto de Moraes Menezes؛ زادهٔ ۳۰ اکتبر ۱۹۰۶- تاریخ فوت مشخص نیست) یک بازیکن فوتبال اهل برزیل است.
وی همچنین در تیم ملی فوتبال برزیل بازی کرده‌است.